# مقاطعة كوهسرخ
مقاطعة كوهسرخ (بالفارسية: شهرستان کوهسرخ) هي إحدى مقاطعات محافظة خراسان الرضوية في إيران. كان عدد سكان المقاطعة سنة 2016 حوالي 25,014 نسمة.

## المعالم الوطنية
- حمام بند قراء
- مقبرة نامق
- سد شاهي
- قبر بشت بنجة بدر
- قبر بشت بنجة بسر
- قلعة دختر
- تل بشت بشتة